# Ammotrecha itzaana
Ammotrecha itzaana är en spindeldjursart som beskrevs av Muma 1986. Ammotrecha itzaana ingår i släktet Ammotrecha och familjen Ammotrechidae. Inga underarter finns listade i Catalogue of Life.